# Championnats du monde de voile 2010
 (septembre 2024).
Si vous disposez d'ouvrages ou d'articles de référence ou si vous connaissez des sites web de qualité traitant du thème abordé ici, merci de compléter l'article en donnant les références utiles à sa vérifiabilité et en les liant à la section « Notes et références ».
Navigation
Édition précédente Édition suivante
Cette page rapporte les résultats de la voile aux Championnats du monde de voile 2010.
 

## Épreuves au programme
Treize épreuves de voile sont au programme de ces Championnats du monde de voile : 
- RS:X (planche à voile) Hommes Kerteminde,  Danemark, du 26 août au 5 septembre 2010
- RS:X (planche à voile) Femmes Kerteminde,  Danemark, du 26 août au 5 septembre 2010
- Laser standard (hommes),Hayling Island,  Royaume-Uni, du 27 août au 5 septembre 2010
- Laser radial (hommes),  Royaume-Uni, du 6 au 14 juillet 2010
- Laser radial (femmes),  Royaume-Uni, du 6 au 14 juillet 2010
- 470 Hommes (2 équipiers) La Haye,  Pays-Bas, du 9 au 18 juillet 2010
- 470 Femmes (2 équipières) La Haye,  Pays-Bas, du 9 au 18 juillet 2010
- 29er (2 équipiers) Bahama Island,  Bahamas, du 2 au 9 janvier 2010
- 49er (2 équipiers) Bahama Island,  Bahamas, du 2 au 9 janvier 2010
- Star (2 équipiers) Rio de Janeiro,  Brésil, du 12 au 23 janvier 2010
- Finn (1 équipier) San Francisco,  États-Unis, du 27 août au 4 septembre 2010
- Tornado (2 équipiers) Travemunde,  Allemagne, du 23 juillet au 1er août 2010
- Yngling (mixte, 3 équipiers) Lelystad,  Pays-Bas, du 18 au 23 juillet 2010

## Règles
Pour obtenir le score final, on additionne les places obtenues à chaque course, hormis celle où le classement a été le moins bon. Le vainqueur est celui qui a le plus petit nombre de points.

## Tableau des médailles pour la voile
| Rang | Pays             | Médaille d'or | Médaille d'argent | Médaille de bronze | Total |
| ---- | ---------------- | ------------- | ----------------- | ------------------ | ----- |
| 1    | Pologne          | 2             | 2                 | 0                  | 4     |
| 2    | Royaume-Uni      | 2             | 1                 | 1                  | 4     |
| 3    | Espagne          | 2             | 1                 | 0                  | 3     |
| 3    | Australie        | 2             | 1                 | 0                  | 3     |
| 5    | Pays-Bas         | 1             | 2                 | 1                  | 0     |
| 6    | France           | 1             | 1                 | 1                  | 3     |
| 7    | États-Unis       | 1             | 0                 | 2                  | 3     |
| 8    | Allemagne        | 1             | 0                 | 1                  | 2     |
| 9    | Finlande         | 1             | 0                 | 0                  | 1     |
| 10   | Italie           | 0             | 1                 | 3                  | 4     |
| 11   | Nouvelle-Zélande | 0             | 1                 | 1                  | 2     |
| 12   | Suisse           | 0             | 1                 | 0                  | 1     |
| 12   | Grèce            | 0             | 1                 | 0                  | 1     |
| 12   | Argentine        | 0             | 1                 | 0                  | 1     |
| 15   | Croatie          | 0             | 0                 | 1                  | 1     |
| 15   | Brésil           | 0             | 0                 | 1                  | 1     |
| 15   | Israël           | 0             | 0                 | 1                  | 1     |

## Résultats
| Édition                | Or                                         | Argent                                    | Bronze                              |
| ---------------------- | ------------------------------------------ | ----------------------------------------- | ----------------------------------- |
| Planche à voile hommes | Piotr Myszka                               | Przemysław Miarczyński                    | Nimrod Mashiah                      |
| Planche à voile femmes | Blanca Manchon                             | Alessandra Sensini                        | Charline Picon                      |
| Laser hommes           | Tom Slingsby                               | Nick Thompson                             | Andrew Murdoch                      |
| Laser Radial hommes    | Marcin Rudawski                            | Wojciech Zemke                            | Mitchell Kiss                       |
| Laser Radial femmes    | Sari Multala                               | Marit Bouwmeester                         | Paige Railey                        |
| 470 hommes             | William Ryan Sam Kivell                    | Dieu Meyer Nicolas Charbonnier            | Igor Marenic Sime Fantela           |
| 470 femmes             | Lobke Berkhout Lisa Westerhof              | Olivia Powrie Jo Aleh                     | Giovanna Micol Giulia Conti         |
| 29er mixte             | Kevin Fisher Glenn Gouron                  | Pepe Bettini Fernando Gwozdz              | Lorenzo Franceschini Riccardo Camin |
| 49er mixte             | Iker Martínez Xavier Fernandez             | Nathan Outteridge Iain Jensen             | Pietro Sibello Gianfranco Sibello   |
| Star hommes            | Iain Percy Andrew Simpson                  | Marazzi Flavio De Maria Enrico            | Grael Torben Ferreira Marcelo       |
| Finn mixte             | Edward Wright                              | Rafael Trujillo                           | Giles Scott                         |
| Tornado mixte          | Nahid Gäbler Roland Gäbler                 | Konstantin Trigonis Iordanis Paschalidis  | Christian Sach Helge Sach           |
| Yngling mixte          | John Ingalls Torey Pellegrini Bruce Chafee | Yska Minks Jaap Molenaar Wouter Toornstra | Tom Otte Sander Oost Jan Deen       |